# 武夷唐松草
武夷唐松草（学名：Thalictrum wuyishanicum），为毛茛科唐松草属下的一个植物种。